# Corophium salmonis
Corophium salmonis är en kräftdjursart som beskrevs av William Stimpson 1857. Corophium salmonis ingår i släktet Corophium och familjen Corophiidae. Inga underarter finns listade i Catalogue of Life.